# Feketesapkás szaltator
A feketesapkás szaltator (Saltator atriceps)  a madarak osztályának verébalakúak (Passeriformes) rendjébe és a tangarafélék (Thraupidae) családjába tartozó faj. Besorolása vitatott, egyes szervezetek a kardinálispintyfélék (Cardinalidae) családjába sorolják az egész nemet.

## Rendszerezése
A fajt René Primevère Lesson francia ornitológus írta le 1832-ben, a Tanagra nembe Tanagra (Saltator) atriceps néven.

## Alfajai
- Saltator atriceps atriceps (Lesson, 1832)
- Saltator atriceps flavicrissus Griscom, 1937
- Saltator atriceps lacertosus Bangs, 1900
- Saltator atriceps peeti Brodkorb, 1940
- Saltator atriceps raptor (S. Cabot, 1845)
- Saltator atriceps suffuscus Wetmore, 1942[2]

## Előfordulása
Mexikó déli részén és Közép-Amerikában, Belize, Costa Rica, Guatemala, Honduras, Nicaragua, Panama és Salvador területén honos. A természetes élőhelye szubtrópusi és trópusi síkvidéki- és hegyi erdők, lombhullató erdők, valamint ültetvények és erősen leromlott egykori erdők. Állandó, nem vonuló faj.

## Megjelenése
Testhossza 24 centiméter, testtömege 63-116 gramm.

## Életmódja
Gyümölcsökkel, magvakkal és virágokkal táplálkozik, de fogyaszt rovarokat is.